# 卡西内塔-迪卢加尼亚诺
卡西内塔-迪卢加尼亚诺（義大利語：Cassinetta di Lugagnano），是意大利米兰广域市的一个市镇。总面积3平方公里，人口1883人，人口密度627.7人/平方公里（2009年）。国家统计（ISTAT）代码为015061。